# فيلهلم غليزه
فيلهلم غليزه (بالألمانية: Wilhelm Gliese)‏ (تُلفظ بالألمانية: [ˈɡliːzə]؛ (21 يونيو 1915 - 12 يونيو 1993) كان فلكيًّا ألمانيًّا متخصصًّا في دراسة وفهرسة النجوم القريبة.

## الحياة
ولد غليسي في غولدبرغ، والواقعة الآن في سيليسيا في بولندا، ابن القاضي ويلهلم غليسي. عمل أولا في معهد أسترونوميشيس ريشن، في برلين ثم في هايدلبرغ. بينما كان طالبا شجعه عالم الفلك الهولندي بيتر فان دي كامب لدراسة النجوم القريبة، وهو ما فعله لبقية حياته.
توقفت أبحاثه الفلكية خلال الحرب العالمية الثانية عندما تم تجنيده عام 1942 في فيرماخت (القوات المسلحة) الموحدة لألمانيا حيث أرسل إلى الجبهة الشرقية. في عام 1945، تم اعتقاله من قبل السوفييت ولم يطلق سراحه حتى عام 1949. بعد الحرب استأنف ابحاثه في المعهد، بعد أن نقله الجيش الأمريكي إلى هايدلبرغ. وعلى الرغم من تقاعده في عام 1980، واصل بحثه في المعهد حتى وفاته في عام 1993.

## فهارس النجوم القريبة
أكثر ما عرف به هو فهرس غليسي للنجوم القريبة، والذي نشرأصلا في عام 1957، ونشر مرة أخرى في عام 1969. بعض النجوم عرفت في المقام الأول بالأرقام في الفهرس، مثل غليزا 581 وغليزا 710. النجوم في فهرس غليسي كانت أهداف متكررة للدراسة بسبب قربها من الأرض، كما نشر غليسي اثنين من الملاحق لهذا الفهرس في عام 1979 و 1991 بالتعاون مع هارتموت جهريس. وكتب جهريس نعي غليسي عند وفاته في عام 1993.

## الشرف
الكويكب 1823 غليزا والذي اكتشفه عالم الفلك كارل راينموث في عام 1951، سمي على اسك ويلهلم غليسي.

## روابط خارجية
- كتالوج غليسي في جامعة هايدلبرغ
- MitAG 77 (1994) 5–7 (Obituary in لغة ألمانية)